# Pronephrium repandum
Pronephrium repandum là một loài thực vật có mạch trong họ Thelypteridaceae. Loài này được (Fée) Holttum miêu tả khoa học đầu tiên năm 1972.